# Hamilton (pel·lícula)
|  | Aquest article tracta sobre la pel·lícula. Si cerqueu el musical, vegeu «Hamilton (musical)». |

Hamilton és una pel·lícula musical estatunidenca de 2020, que consisteix en un enregistrament en directe del musical de Broadway del 2015, inspirat en la biografia de 2004, Alexander Hamilton, de Ron Chernow. Va ser dirigida i produïda per Thomas Kail i produïda, escrita i composta per Lin-Manuel Miranda. Miranda també actua com el Secretari del Tresor i pare fundador, Alexander Hamilton, juntament amb el repartiment principal del musical de Broadway. Va tenir un pressupost de 12.5 milions de dòlars.
L'estrena de Hamilton estava planejada pel 15 d'octubre de 2021; no obstant això, a causa de la pandèmia de COVID-19, la pel·lícula es va acabar estrenant en format digital a Disney+, el 3 de juliol de 2020. Va ser aclamada per la crítica pels seus efectes visuals, actuació i direcció.
El film va obtenir el Premi de la Crítica Cinematogràfica en la categoria de millor pel·lícula per a televisió al març de 2021. També va ser nominada a dotze Premis Emmy, guanyant en la categoria de Millor especial variat (Pre-grabat).

## Sinopsi
Dividit en dos actes, el musical representa la vida i carrera d'Alexander Hamilton, un immigrant orfe de l'illa caribenca de Nevis. El primer acte mostra l'arribada de Hamilton a la ciutat de Nova York l'any 1776, la seva feina a l'Exèrcit Continental com a ajudant de camp del general George Washington durant la Revolució Americana, el seu festeig i casament amb Elizabeth Schuyler. El segon acte mostra la feina de Hamilton després de la guerra com a primer Secretari del Tresor dels Estats Units, el seu afer amb Maria Reynolds, la mort del seu fill Philip i finalment la seva pròpia mort en un duel amb Aaron Burr.

## Repartiment
- Daveed Diggs com a Marquès de Lafayette i Thomas Jefferson
- Renée Elise Goldsberry com a Angelica Schuyler Church
- Jonathan Groff com a Rei George III
- Christopher Jackson com a George Washington
- Jasmine Cephas Jones com a Peggy Schuyler i Maria Reynolds
- Lin-Manuel Miranda com a Alexander Hamilton
- Leslie Odom Jr. com a Aaron Burr
- Okieriete Onaodowan com a Hercules Mulligan i James Madison
- Anthony Ramos com a John Laurens i Philip Hamilton
- Phillipa Soo com a Eliza Hamilton

- Sydney James Harcourt com a Philip Schuyler, James Reynolds, doctor i com a repartiment coral
- Thayne Jasperson com a Samuel Seabury i com a repartiment coral
- Jon Rua com a Charles Lee i com a repartiment coral
- Ephraim Sykes com a George Eacker i com a repartiment coral

Carleigh Bettiol, Ariana DeBose, Hope Easterbrook, Sasha Hutchings, Elizabeth Judd, Austin Smith i Seth Stewart també apareixen com a repartiment coral

## Números musicals

### Crèdits finals
- "My Shot (Rise Up Remix)"[3] – The Roots feat. Busta Rhymes, Joell Ortiz i Nate Ruess
- "Dear Theodosia (Instrumental)"[3] – Orquestra
- "Exit Music" – Orquestra

## Recepció

### Crítica
Al lloc web Rotten Tomatoes Hamilton té una aprovació del 97%, basada en 199 opinions de crítics, i una nota de 9.1/10. A Metacritic té una nota de 90 sobre 100, basada en 42 opinions de crítics, el què indica "aclamació universal".

### Premis i nominacions
Després de l'estrena de la pel·lícula i de les bones crítiques, s'estava especulant si Hamilton podria ser nominat a un Premi Oscar. El 6 de juliol de 2020, l'Acadèmia de les Arts i les Ciències Cinematogràfiques va desqualificar Hamilton de la 93a edició dels Premis Oscar, dient que una norma posada el 1997 diu "Qualsevol producció enregistrada en un escenari no pot ser considerada".
| Any  | Premi                                          | Categoria | Nominat(s)                                                                                         | Resultat   | Ref.          |
| ---- | ---------------------------------------------- | --- | -------------------------------------------------------------------------------------------------- | ---------- | ------------- |
| 2020 | Premis People's Choice                         | Pel·lícula del 2020 | Hamilton                                                                                           | Nominat    | [ 8 ]         |
| 2020 | Premis People's Choice                         | Pel·lícula de drama del 2020 | Hamilton                                                                                           | Guanyador  | [ 8 ]         |
| 2020 | Premis People's Choice                         | Estrella de pel·lícula de drama del 2020 | Lin-Manuel Miranda                                                                                 | Guanyador  | [ 8 ]         |
| 2021 | Premis American Cinema Editors                 | Millor edicicó d'una minisèrie o pel·lícula per a televició                                                                                                | Jonah Moran                                                                                        | Nominat    | [ 9 ] [ 10 ]  |
| 2021 | Premis American Film Institute                 | Premi especial AFI | Hamilton                                                                                           | Guanyador  | [ 11 ]        |
| 2021 | Premis Cinema Audio Society                    | Millor barreja de so d'una no-ficció televisiva, variat o musica – Sèrie o especial                                                                        | Justin Rathbun, Tony Volante, Rob Fernandez i Tim Latham                                           | Guanyadors | [ 12 ]        |
| 2021 | Premis Costume Designers Guild                 | Excel·lència en variat, "Reality-Competition", directe de televisió                                                                                        | Paul Tazewell                                                                                      | Guanyador  | [ 13 ]        |
| 2021 | Premis Critics' Choice Television              | Millor pel·lícula per a televisió | Hamilton                                                                                           | Guanyadora | [ 14 ]        |
| 2021 | Premis Directors Guild of America              | Millor direcció d'una pel·lícula per a televisió i minisèrie.                                                                                              | Thomas Kail                                                                                        | Nominat    | [ 15 ]        |
| 2021 | Premis Golden Globe                            | Millor pel·lícula - Comèdia o Musical | Hamilton                                                                                           | Nominat    | [ 16 ]        |
| 2021 | Premis Golden Globe                            | Millor actor - Comèdia o Musical | Lin-Manuel Miranda                                                                                 | Nominat    | [ 16 ]        |
| 2021 | Premis Hollywood Critics Association TV        | Millor minisèrie, sèrie anatològica o pel·lícula per a televisió Live-Action                                                                               | Hamilton                                                                                           | Nominat    | [ 17 ]        |
| 2021 | Premis Hollywood Critics Association TV        | Millor actor en una minisèrie, sèrie anatològica o pel·lícula per a televisió Live-Action                                                                  | Leslie Odom Jr.                                                                                    | Nominat    | [ 17 ]        |
| 2021 | Premis Hollywood Critics Association TV        | Millor actor de repartiment en una minisèrie, sèrie anatològica o pel·lícula per a televisió Live-Action                                                   | Daveed Diggs                                                                                       | Nominat    | [ 17 ]        |
| 2021 | Premis Golden Reel                             | Millor edició de so – Única presentació | Tony Volante, Dave Paterson, Nevin Steinberg, Dan Timmons and Derik Lee                            | Nominat    | [ 18 ] [ 19 ] |
| 2021 | Premis Make-Up Artists and Hair Stylists Guild | Millor estilisme de pentinats de personatges i/o d'època d'un especial de televisió, programes d'una hora, programes en directe o pel·lícules de televisió | Frederick Waggoner                                                                                 | Guanyador  | [ 20 ]        |
| 2021 | Premis NAACP Image                             | Millor pel·lícula per a televisió, minisèrie o especial dramàtic                                                                                           | Hamilton                                                                                           | Nominat    | [ 21 ]        |
| 2021 | Premis NAACP Image                             | Millor actor en una pel·lícula per a televisió, minisèrie o especial dramàtic                                                                              | Daveed Diggs                                                                                       | Nominat    | [ 21 ]        |
| 2021 | Premis NAACP Image                             | Millor actor en una pel·lícula per a televisió, minisèrie o especial dramàtic                                                                              | Leslie Odom Jr.                                                                                    | Nominat    | [ 21 ]        |
| 2021 | Premis NAACP Image                             | Millor guió d'una pel·lícula per a televisió, minisèrie o especial dramàtic                                                                                | Lin-Manuel Miranda                                                                                 | Nominat    | [ 21 ]        |
| 2021 | Premis Nickelodeon Kids' Choice                | Pel·lícula preferida | Hamilton                                                                                           | Nominat    | [ 22 ]        |
| 2021 | Premis Nickelodeon Kids' Choice                | Actor de pel·lícula preferit | Lin-Manuel Miranda                                                                                 | Nominat    | [ 22 ]        |
| 2021 | Premis Primetime Emmy                          | Millor especial variat (Pre-grabat) | Sander Jacobs, Jill Furman, Thomas Kail, Lin-Manuel Miranda and Jeffrey Seller                     | Guanyador  | [ 23 ]        |
| 2021 | Premis Primetime Emmy                          | Millor actor en una minisèrie, sèrie anatològica o pel·lícula                                                                                              | Lin-Manuel Miranda                                                                                 | Nominat    | [ 23 ]        |
| 2021 | Premis Primetime Emmy                          | Millor actor en una minisèrie, sèrie anatològica o pel·lícula                                                                                              | Leslie Odom Jr.                                                                                    | Nominat    | [ 23 ]        |
| 2021 | Premis Primetime Emmy                          | Millor actor de repartiment en una minisèrie, sèrie anatològica o pel·lícula                                                                               | Daveed Diggs                                                                                       | Nominat    | [ 23 ]        |
| 2021 | Premis Primetime Emmy                          | Millor actor de repartiment en una minisèrie, sèrie anatològica o pel·lícula                                                                               | Jonathan Groff                                                                                     | Nominat    | [ 23 ]        |
| 2021 | Premis Primetime Emmy                          | Millor actor de repartiment en una minisèrie, sèrie anatològica o pel·lícula                                                                               | Anthony Ramos                                                                                      | Nominat    | [ 23 ]        |
| 2021 | Premis Primetime Emmy                          | Millor actriu de repartiment en una minisèrie, sèrie anatològica o pel·lícula                                                                              | Renée Elise Goldsberry                                                                             | Nominada   | [ 23 ]        |
| 2021 | Premis Primetime Emmy                          | Millor actriu de repartiment en una minisèrie, sèrie anatològica o pel·lícula                                                                              | Phillipa Soo                                                                                       | Nominada   | [ 23 ]        |
| 2021 | Premis Primetime Emmy                          | Millor director d'una minisèrie, sèrie anatològica o pel·lícula                                                                                            | Thomas Kail                                                                                        | Nominat    | [ 23 ]        |
| 2021 | Premis Primetime Creative Arts Emmy            | Millor edició d'un programa variat | Jonah Moran                                                                                        | Nominat    | [ 23 ]        |
| 2021 | Premis Primetime Creative Arts Emmy            | Millor barreja de so d'una sèrie variada o especial | Tony Volante, Tim Latham and Justin Rathbun                                                        | Nominats   | [ 23 ]        |
| 2021 | Premis Primetime Creative Arts Emmy            | Millor direcció tècnica, feina de càmera i control de vídeo d'un especial                                                                                  | Pat Capone, Jack Donnelly, Bruce MacCallum, Bill Winters, Maceo Bishop, Abby Levine and Joe Belack | Guanyadors | [ 23 ]        |
| 2021 | Premis Producers Guild of America              | Millor productor d'una pel·lícula en streaming o emesa per TV                                                                                              | Thomas Kail, Lin-Manuel Miranda i Jeffrey Seller                                                   | Guanyadors | [ 24 ]        |
| 2021 | Premis Satellite                               | Millor pel·lícula - Comèdia o Musical | Hamilton                                                                                           | Nominat    | [ 25 ]        |
| 2021 | Premis Satellite                               | Millor actor - Comèdia o Musical | Lin-Manuel Miranda                                                                                 | Nominat    | [ 25 ]        |
| 2021 | Premis Satellite                               | Millor actor - Comèdia o Musical | Leslie Odom Jr.                                                                                    | Nominat    | [ 25 ]        |
| 2021 | Premis Screen Actors Guild                     | Millor actor en una pel·lícula per a televisió o minisèrie                                                                                                 | Daveed Diggs                                                                                       | Nominat    | [ 26 ]        |